# KID MIXセクション
『KID MIXセクション』（キッドミックスセクション）は、2001年6月28日に日本のコンピュータゲームブランド・KIDより発売されたプレイステーション用ゲームソフト。

## 概要
麻雀の簡易版であるポンジャンで、KIDの恋愛アドベンチャーゲーム『Memories Off』『infinity』『夢のつばさ』『てんたま』の4タイトルのヒロインと対戦する作品。
4つのタイトルそれぞれに13種類の牌と25種類の役があり、同じ絵柄を3枚1組として3組そろえることで上がりとなる。役となる牌の組み合わせは、各作品の内容をほうふつとさせる物になっている。
シナリオに従ってヒロインと対戦するストーリーモードの最後にはパスワードが表示され、これをホームページに入力することで携帯電話の着信メロディーや待ち受け画面がプレゼントされた。また、アンケートハガキを送付することでキャラクターの名称を織り込んだメールアドレスが得られる「キッドでメールサービス」も実施された（現在はどちらも終了）。
自由に相手を選べるフリー対戦では、なんらかの共通要素を持つヒロイン同士を対戦させると（たとえば、詩音と遙のクールビューティー対決）、ミニシナリオが展開する。

## あらすじ
主人公が開発中のゲームにバグが発生した。電脳世界のナビゲーター・アイネの導きでゲームの中へ精神を飛ばした彼は、ポンジャンが不可解なほどに流行してめちゃくちゃになってしまったシナリオを修正していく。

## 登場人物

### オリジナルキャラクター
有沢 拓海（ありさわ たくみ）
主人公の男性。若きゲーム開発者で、仮想現実世界を体感できる「バーチャルステーション」を手がけている。美少女キャラクター好きの、いささか軽薄な性格。
アイネ
声 : 釘宮理恵
電脳ナビゲーターを務める自律系AI。身長は30cmほど。小うるさいところもあるが、お茶目でもある。
石峰 瑶子（いしみね ようこ）
拓海の同僚の女性。アイネのモデルでもある。ポンジャンにはまっており、今回の事件の元凶となった。

### Memories Off
桧月 彩花（ひづき あやか）
声 : 山本麻里安
今坂 唯笑（いまさか ゆえ）
声 : 那須めぐみ
双海 詩音（ふたみ しおん）
声 : 利田優子
稲穂 信（いなほ しん）
声 : 間島淳司

### infinity
川島 優夏（かわしま ゆうか）
声 : 川上とも子
樋口 遙（ひぐち はるか）
声 : 松岡由貴

### 夢のつばさ
瑞雲 しずく（みずも しずく）
声 : 本井えみ
深山 勇希（みやま ゆうき）
声 : 大本眞基子

### てんたま
花梨（かりん）
声 : こおろぎさとみ
小高 真央（こだか まお）
声 : 日高奈留美
七瀬 結花（ななせ ゆか）
声 : 冬馬由美
相沢 貴史（あいざわ たかし）
声 : 栗津貴嗣

## スタッフ
- オリジナルキャラクターデザイン : 輿水隆之
- シナリオ : 椎名なるみ
- サウンド : 阿保剛
- プロデューサー : 市川和弘
- ディレクター : 柴田太郎